# Кампарс, Артис
Артис Кампарс (латыш. Artis Kampars) (родился в 1967 году в городе Тукумс)   — латвийский политический деятель и предприниматель. Бывший министр экономики Латвии. Депутат 8 — 10 Сейма. Директор «Ronis» и «Grands». Представлял партию Новое время (2002—2011) и объединение Единство (с 2011 года, с 2012 года генеральный секретарь уже партии Единство). Окончил Рижский технический институт получив диплом инженер-механика.